# Sacramento
Sacramento je hlavní město Kalifornie ve Spojených státech amerických. Žije zde 524 943 obyvatel (2020), je to 6. největší město Kalifornie. Hlavním městem Kalifornie je od 1. ledna 1855. Je to sídlo stejnojmenného okresu a zároveň je kulturním a ekonomickým centrem metropolitní oblasti rozkládající se v pěti okresech. Metropolitní oblast má přibližně 2 136 600 obyvatel. Sacramento bylo založeno roku 1849.

## Demografie
Podle sčítání lidu z roku 2010 zde žilo 466 488 obyvatel.

### Rasové složení
- 45,0 % bílí Američané
- 16,6 % Afroameričané
- 1,1 % indiáni
- 17,8 % asijští Američané
- 1,4 % pacifičtí ostrované
- 12,3 % jiná rasa
- 7,1 % dvě nebo více ras

Obyvatelé hispánského nebo latinskoamerického původu, bez ohledu na rasu, tvořili 26,9 % populace.

## Sport
- NBA: Sacramento Kings

## Osobnosti města

### Rodáci
- Henry Hathaway (1898–1985), americký filmový režisér a producent[3]
- Sam Elliott (* 1944), americký herec[4]
- Michael Coats (* 1946), americký astronaut[5]
- Richard Chase (1950–1980), americký sériový vrah[6]
- Stephen Kern Robinson (* 1955), americký astronaut[7]
- Gregory Porter (* 1971), americký zpěvák, držitel Grammy[8]
- Colin Hanks (* 1977), americký herec[9]
- Jessica Chastainová (* 1977), americká herečka, držitelka Oscara[10]
- Greta Gerwig (* 1983), americká herečka, scenáristka a režisérka[11]
- Alex Honnold (* 1985), americký lezec[12]
- Sasha Grey (* 1988), americká herečka, modelka a bývalá pornoherečka[13]
- Brie Larson (* 1989), herečka, držitelka Oscara[14]

### Obyvatelé
- Leland Stanford (1824–1893), americký podnikatel a politik, zakladatel Stanfordovy univerzity[15]
- Dorothea Puente (1929–2011), americká sériová vražedkyně[16]
- Larry Linville (1939–2000), americký herec[17]
- David J. Wineland (* 1944), americký fyzik, nositel Nobelovy ceny za fyziku za rok 2012[18]
- LeVar Burton (* 1957), americký herec[19]

## Partnerská města
- Betlém, Stát Palestina
- Hamilton, Nový Zéland
- Kišiněv, Moldavsko
- Liestal, Švýcarsko
- Manila, Filipíny
- Macujama, Japonsko
- Ťi-nan, Čína
- Soul, Jižní Korea
- Sumy, Ukrajina (2023)

## Galerie

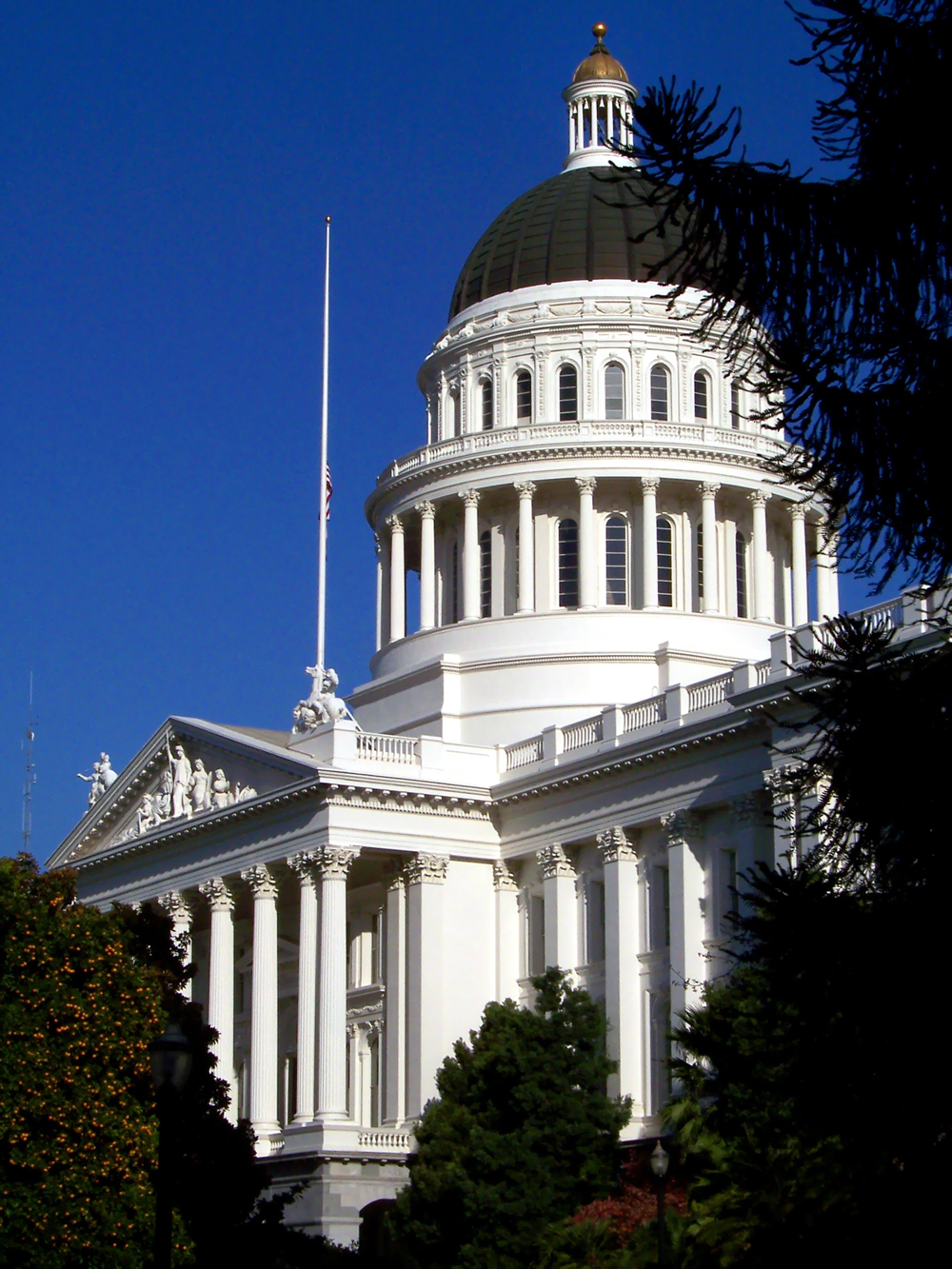
Budova Kapitolu
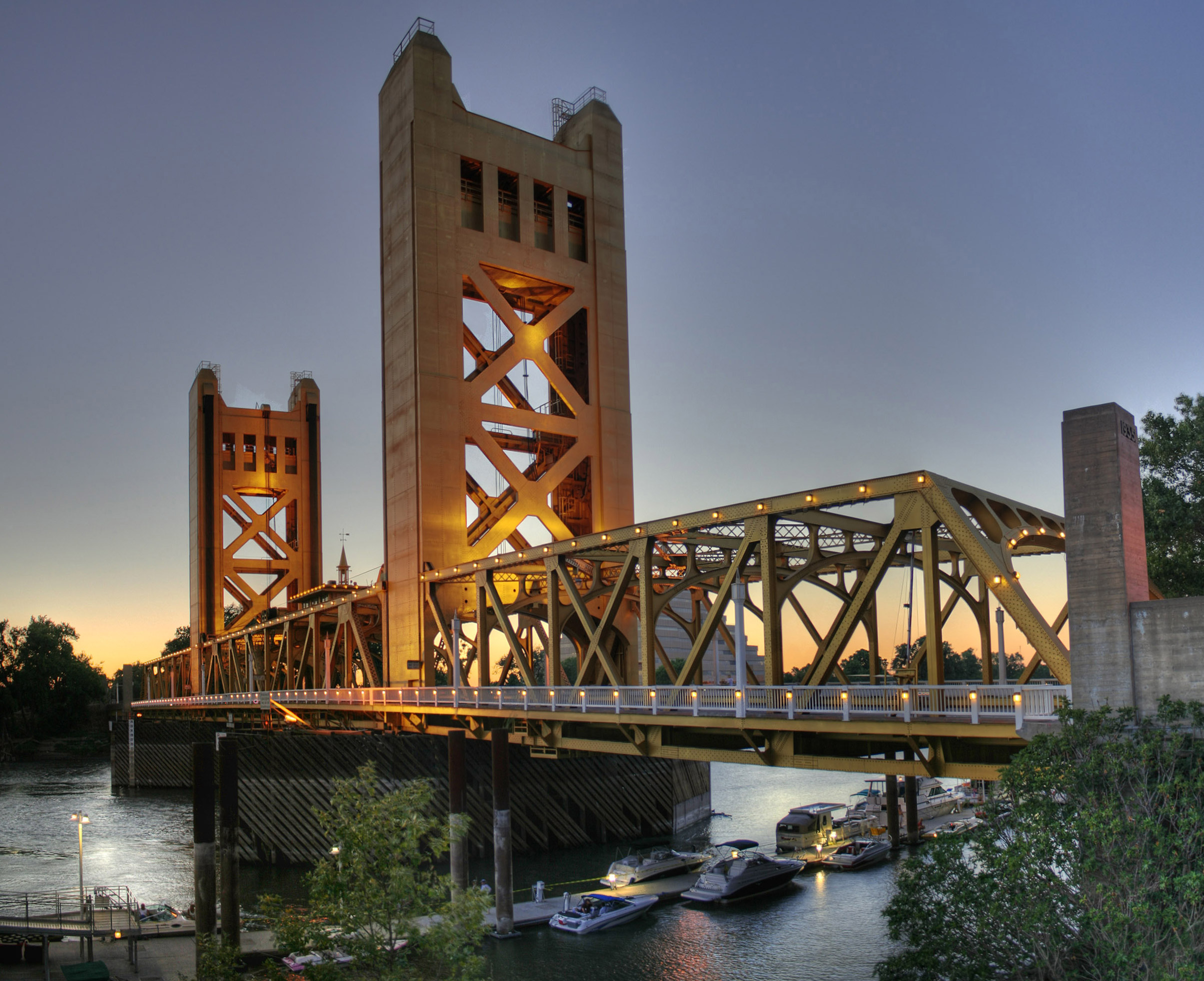
Tower Bridge
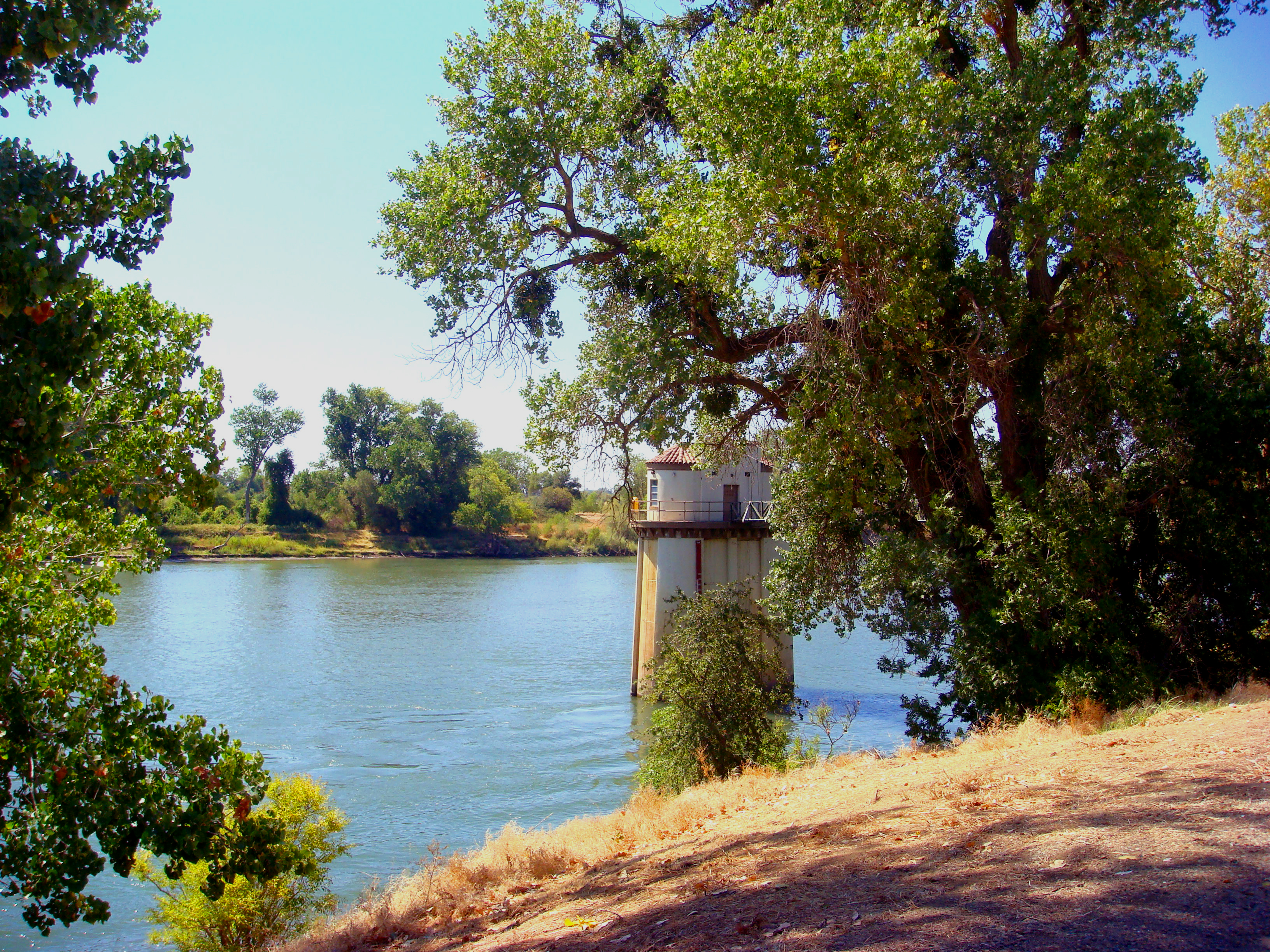
Řeka Sacramento
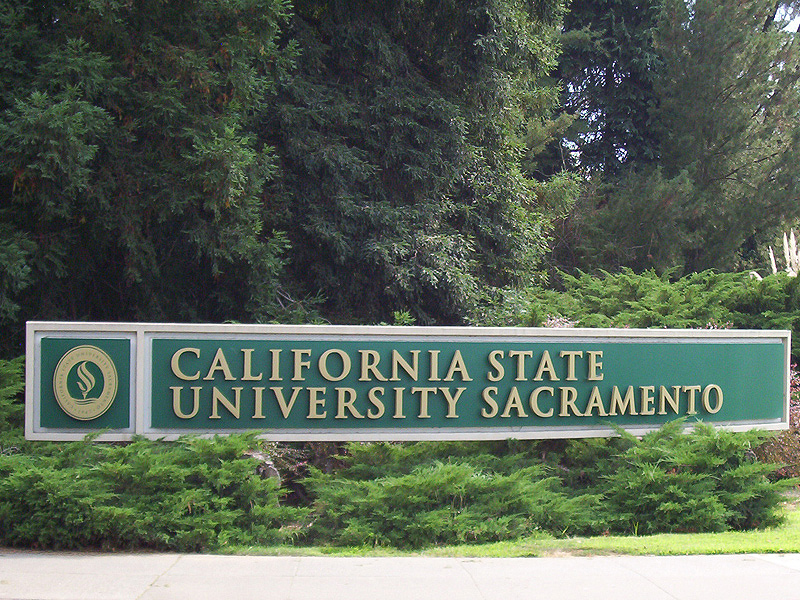
Vjezd do Sacramento State University
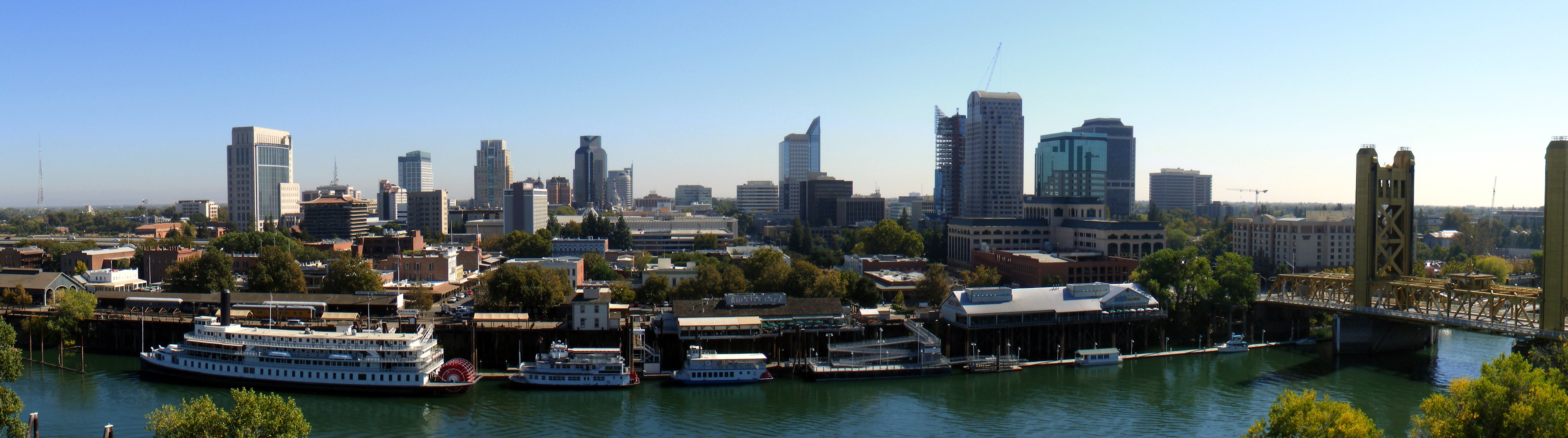
Centrum města